# Carmeiano
Carmeiano (łac. Dioecesis Carmeianensis) – stolica historycznej diecezji w Italii, współcześnie miasto Tavoliere delle Puglie w regionie Apulia prowincji Foggia we Włoszech. Obecnie katolickie biskupstwo tytularne ustanowione w 2004 przez papieża Jana Pawła iI. 

## Biskupi tytularni
| Lp. | Biskup                  | Funkcja                                             | Od             | Do               |
| --- | ----------------------- | --------------------------------------------------- | -------------- | ---------------- |
| 1   | Nikolaus Messmer        | administrator apostolski Kirgistanu                 | 18 marca 2006  | 18 lipca 2016    |
| 2   | Joel Portella Amado     | biskup pomocniczy Rio de Janeiro (Brazylia)         | 7 grudnia 2016 | 31 stycznia 2024 |
| 3   | Eddy René Calvillo Díaz | biskup pomocniczy Santiago de Guatemala (Gwatemala) | 27 marca 2024  |                  |